# Химна Мјанмара
Државна химна Мјанмара носи назив „До краја света” (ကမ္ဘာမကျေ, Kaba Ma Kyei). Званично је усвојена 22. септембра 1947. године. Први део химне је у традиционалном бурманском стилу, док је други више западњачки оркестарски комад. Текст и музику је написао Саја Тин..
У складу са Уставом Мјанмара (2008), целокупна химна подједнако укључује традиционални бурмански стил и западњачки ритам. Потпуна верзија се обично изводи при важним државним ситуацијама. Дуга традиција налаже да се извођач химне на крају поклони, као знак поштовања нације и државне химне.

## Текст
| ကမ္ဘာမကျေ, Kaba Ma Kyei | ကမ္ဘာမကျေ, Kaba Ma Kyei | ကမ္ဘာမကျေ, Kaba Ma Kyei |
| Бурмански оригинал | Транскрипција | Српски превод |
| --- | --- | --- |
| တို့ပြည်၊ တို့မြေ၊ များလူခပ်သိမ်း၊ ငြိမ်းချမ်းစေဖို့၊ ခွင့်တူညီမျှ၊ ဝါဒဖြူစင်တဲ့ပြည်၊ တို့ပြည်၊ တို့မြေ၊ ပြည်ထောင်စုအမွေ၊ အမြဲတည်တံ့စေ၊ အဓိဋ္ဌာန်ပြုပေ၊ ထိန်းသိမ်းစို့လေ။ (ကမ္ဘာမကျေ၊ မြန်မာပြည်၊ တို့ဘိုးဘွား အမွေစစ်မို့ ချစ်မြတ်နိုးပေ။)2 ပြည်ထောင်စုကို အသက်ပေးလို့ တို့ကာကွယ်မလေ၊ ဒါတို့ပြည် ဒါတို့မြေ တို့ပိုင်နက်မြေ။ တို့ပြည် တို့မြေ အကျိုးကို ညီညာစွာတို့တစ်တွေ ထမ်းဆောင်ပါစို့လေ တို့တာဝန်ပေ အဖိုးတန်မြေ။ | Teyā hmyã tã luh’ la’ chīhn næ̃ me ŧwěh Dõ pyě dõ myě Myā lǔ kha’ ŧēin nyēin jān zěh bõ Sei’ tǔ nyǐ hmyã wǎdã phyu sǐhn dẽh pyěh Dõ pyě dõ myě Pyǐ dǎun zũ ’emwěh ’emyěh tǐ dãn zěh ’Edei’thǎn pyũ bēh thēin ŧēin zõ lěh Gebǎ mecě myemǎ pyěh Dõ bō bwā ’emwěh sih’ mõ chih’ mya’ nō běh Pyǐ dǎun zũ gǒ ’eŧeh’ pēh lõ dõ kǎ gwæ̌ melěh Dǎ dõ pyěh dǎ dõ myěh dõ pǎin dæ̃ myěh Dõ pyě dõ myě ’ecō gǒ nyǐ nyǎ zwǎ dõ dedwěh Thān xǎun bǎ zõ lěh dõ tǎ wǔhn běh ’ephō tǎn myěh. | Тамо где преовладава правда и независност, То је наша држава... наша земља. Тамо где преовладавају једнака права и исправне политике Да би људи живели у миру, То је наша држава... наша земља. Свечано се заклињемо на верност, Унији, наслеђу, до вечности. Живео Мјанмар, све док је света! Волимо своју земљу јер она је наше право завештање. Живео Мјанмар, све док је света! Волимо своју земљу јер она је наше право завештање. Даћемо живот у заштиту наше земље, Ово је наша нација, наша земља и она нама припада. Нацијо наша и земљо наша, чинимо добро зарад јединства! И ово је наша дужност према нашој непроцењивој земљи. |